# Csősz (település)
Csősz község Fejér vármegyében, a Székesfehérvári járásban.

## Fekvése
A Mezőföldön, a Sárvíz-malomcsatorna mellett helyezkedik el, legközelebbi város a 15 km-re található Székesfehérvár. Közigazgatási területét az Enying-Polgárdi közti 6301-es és a Sáregres-Szabadbattyán közti 6307-es út is érinti, de a központjába csak a 6307-esből leágazó 63 102-es út vezet.

## Címere
Csősz község címere úgynevezett csücskös talpú pajzson kék mezőben, zöld talajon, két lábon álló, nyelvét nyújtó, ordító, aranysárga színű, vörös nyelvű oroszlán látható, jobb mancsában vezéri botot (buzogányt), bal mancsában háromágú korbácsot tart (a hatalom jelképeit).
A pajzs tetején hárompántos sisak van, aranyszínű, háromlombú, vörös bélésű vitézi koronával a tetején. A sisakdísz a hírvivő Herodot, illetve csauszt ábrázol, jobb, félig kinyújtott kezében három nyilat, bal vállán ún. visszacsapó, kifejezetten magyar típusú íjat tart. Az íjász – mivel magyar – a kornak megfelelően fekete süveget, zöld hosszú mentét (vörös hajtókákkal és nyakkal, ezüstgombokkal) visel. Keze, arca testszínű, haja, szakálla, bajusza fekete. A korona alól a heraldika szabályainak megfelelően, kétoldalt lefutó sisaktartó.

## Története
A település és környéke már az őskorban és a római korban és a középkorban is lakott hely volt, melyet az itt talált téglasírok és az itt keresztülvezető egykori Gorsiumból Sophiane irányába haladó római út nyomai is.
Nevének első írásos említése: 1192 (Guusci) alakban.
A Sárvíz nyugati partján fekvő Árpád-kori Csősz falu – Fejér vármegyei viszonyok között – kivételes helyzetben van, mivel három Árpád-kori határjárás is fennmaradt határának keleti részéről. 1192-ben a Sárvíz túlsó oldalán fekvő Bögöd falu határát járták be, 1276-ban és 1277- ben pedig Csősz falu határjárását végezték el két egymást követő alkalommal. A szomszédos Bögöd falu határolása kapcsán 1276-ban a határjárók az alábbiakat jegyezték le: …"a K-i részen indulva a bögödi nemesek földjének határánál, átmenve a belső tavon, amit egyszerűen Mugsar-nak hívnak elérkezve a nagy szigetre, aminek szélén az első két határjel van, ami közül az egyik a hercegi földet, a másik a Chuuz falu udvarnokai [földjét jelöli], és innen halad a külső tóhoz, amit egyszerűen Eleusar-nak neveznek, és ezen áthaladva, a tó mellett Ny-i irányban van másik két határjel; innen közvetlenül két határjelig fut, ami egy bizonyos domb körül található és hasonlóan innen közvetlenül egy síkon menve megérkezik két határjelhez, ami megműveletlen földön van, és egészen az ennek végén lévő megművelt földig tart, ahol még két határjel van; onnét kiterjed a közútig, és ezen áthágva két határjel van egy megműveletlen föld felett és innen a művelt földig átmegy a síkságon és közvetlenül Supuna földje mellé Wepsem föld határáig, ahol véget ér."
1277-ben pedig ugyanezen határt valamivel részletesebben is leírták az előző határjárás alapján: "Továbbá ugyanezen Chuuz föld határait a fejérvári keresztesek írása szerint megértették, ezen rend szerint elválasztották; ami először két határjelnél indul a K-i oldalon a nagy szigeten a Mugsar-nak nevezett tó mellett, ami elválasztja a Bugud-i nemesek földjét a nevezett földtől, és innen kiterjed D felé ugyanazon a szigeten, és átmegy egy bizonyos tavon, aminek a partján két határjel van, ami közül az egyik az említett nemesek földjét, a másik Mykoufeulde-nek nevezett földet választja el, és innen egyenesen ugyanezen föld mellett megy egy másik tóig, amit közönségesen Eleusar-nak neveznek, két határjellel, és innen átmegy ugyanazon tó partján emelt két határjelig. Ettől áthaladva a nevezett tavon megérkezik két másik, ugyanazon tó másik partján emelt határjelig; innen közvetlenül megérkezik két másik határjelig, amiket a közút mellett távoli helyen emeltek, végig a Ozov-nak nevezett síkig; és ott elválasztják a nevezett Mykoufeulde földtől, és innen közvetlenül megérkezik egy úthoz, amit közönségesen Molumuta-nak hívnak. És itt kapcsolódik Supuna lakóinak földjéhez, ahonnan elhajlik É-nak és Pulgar lakóinak földjéhez kapcsolódik, és ugyanezen mellett megy két határjellel (jelezve) egészen a határig, avagy Wepsen földjének határjeléig, és innen visszahajol K-i irányban és kapcsolódik Synister comes fiai, Benedek mester és testvére földjének határához és határjeleihez, ahonnan különböző helyeken emelt számos határjellel a korábban említett nagy szigeten emelt első határjeleknél befejeződik." A határjárók összesen négy tavat találnak ezen a területen. A Nagysár (Magnum Sar) csak a bögödi határjárásban szerepel, É-ról D felé haladva találkozunk a Mögsárral (értsd ’hátsó sár’, Mugsar)-ral, a Középsárral (Cuzepsar) és az Elősárral (Eleusar) a csőszi határjárásban, ráadásul Középsár a bögödi határjárásban is szerepel. Ezeken halad keresztül a két falu határa, partjain kettős határhalmokat emelnek. A határ K-i része megváltozott, mivel ez a szakasz a Nádor-csatornához igazodva K-ebbre húzódott, de jól látható, hogy a Sárvíz felé tartó két ág vonala a középkorival azonos. Elég egyértelműen elválasztható tehát itt a határnak a 19. században megváltozott része, és a korábbi, középkori rész. Ennek alapján tehát igazolható, hogy Csősz mai határainak alapjai azonosak az Árpád-kori falu határaival, a 12–13. század óta a határ vonala csak minimális mértékben változott. Ez a helyzet annál is meglepőbb, mert a Sárvíz völgyét jelentős változások érték, a törökkort követően a part két oldalán Táctól Cecéig egyetlen település sem maradt meg az eredeti helyén, így Csősz sem.
Egy 1276-ből származó oklevél szerint a falu királyi tárnokok, és jobbágyaik földje volt. Az oklevélből az tűnik ki, hogy Csősz falu ekkor már létezett, és a mellette lévő nem lakott területeket adományozta el a király.
A XVI. században. 1543 után Csőszt a várpalotai vártartományhoz csatolja Thuri György.
1559-60 után a község elpusztul a végvári harcok következtében.
1848. fontos év volt a község életében, hiszen a forradalom kitörése után az újonnan szervezett vármegyei bizottmányba 15 csőszi lakost választottak be. 1848. október 5-én a pákozdi csatából visszavonuló császári csapatokat a településen tartózkodó magyar alakulat kiszorította a faluból.
Az I. világháborúnak rengeteg hősi halottja volt.
A második világháború alatt Csősz első ízben 1944. december 8-án került orosz kézre, de 1945. január 20. és március 21. között állandóan a harcok színterében állott a közelben húzódó Margit-vonal következtében, és ez idő alatt szinte teljesen elpusztult.

## Közélete

### Polgármesterei
| Polgármester | Polgármester  | Polgármester                  | Megjegyzés                          |
| ------------ | ------------- | ----------------------------- | ----------------------------------- |
| 1990–1994    | Varga Jánosné | független                     |                                     |
| 1994–1998    | Varga Jánosné | független                     |                                     |
| 1998–2002    | Varga Jánosné | független                     |                                     |
| 2002–2006    | Szalai János  | Polgármesterek Fejér Megyéért |                                     |
| 2006–2010    | Szalai János  | független                     |                                     |
| 2010–2014    | Főldesi Gábor | független                     |                                     |
| 2014–2019    | Főldesi Gábor | független                     |                                     |
| 2019–2024    | Főldesi Gábor | független                     |                                     |
| 2024–2024    | Főldesi Gábor | független                     | hivataláról lemondott               |
| 2025–        | Szalai Gyula  | független                     | Időközi választás: 2025. január 19. |

## Népesség
A település népességének változása:
| Lakosok száma | 1043 | 1024 | 1008 | 967  | 968  | 983  | 967  |
|               | 2013 | 2014 | 2015 | 2021 | 2022 | 2023 | 2024 |

A 2011-es népszámlálás során a lakosok 88,1%-a magyarnak, 0,1% cigánynak, 0,1% horvátnak, 0,1% németnek, 0,1% románnak mondta magát (11,7% nem nyilatkozott; a kettős identitások miatt a végösszeg nagyobb lehet 100%-nál). A vallási megoszlás a következő volt: római katolikus 35,3%, református 34,5%, evangélikus 0,1%, görögkatolikus 0,2%, felekezeten kívüli 9,4% (20,2% nem nyilatkozott).
2022-ben a lakosság 93,1%-a vallotta magát magyarnak, 0,3% cigánynak, 0,3% horvátnak, 0,2% ruszinnak, 0,2% németnek, 0,1-0,1% szerbnek, görögnek, örménynek és szlovénnek, 2% egyéb, nem hazai nemzetiségűnek (6,8% nem nyilatkozott; a kettős identitások miatt a végösszeg nagyobb lehet 100%-nál). Vallásuk szerint 23,5% volt református, 17,9% római katolikus, 0,6% evangélikus, 0,3% egyéb keresztény, 1,3% egyéb katolikus, 13,8% felekezeten kívüli (41,9% nem válaszolt).

## Nevezetességei
- Református templom
- Művelődési ház